# Kanton Poissy-Nord
Kanton Poissy-Nord (fr. Canton de Poissy-Nord) je francouzský kanton v departementu Yvelines v regionu Île-de-France. Skládá se ze čtyř obcí.

## Obce kantonu
- Carrières-sous-Poissy
- Médan
- Poissy (severní část)
- Villennes-sur-Seine